# 科瓦切夫齊市鎮

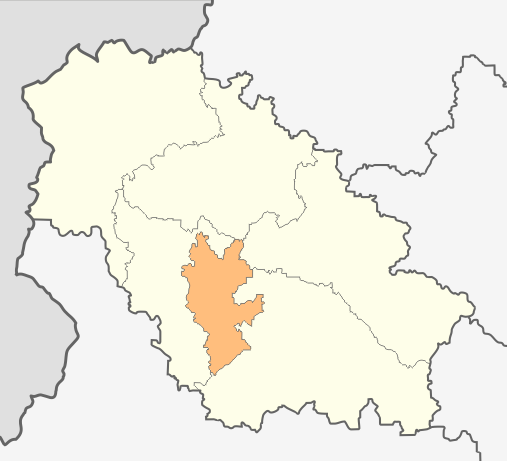

42°33′00″N 22°49′01″E / 42.55°N 22.817°E
科瓦切夫齊市鎮，是保加利亞西部佩爾尼克州的市鎮，行政中心为科瓦切夫齊，面積139.1平方公里，2005年人口1,662，人口密度每平方公里11.9人。